# Piedestal

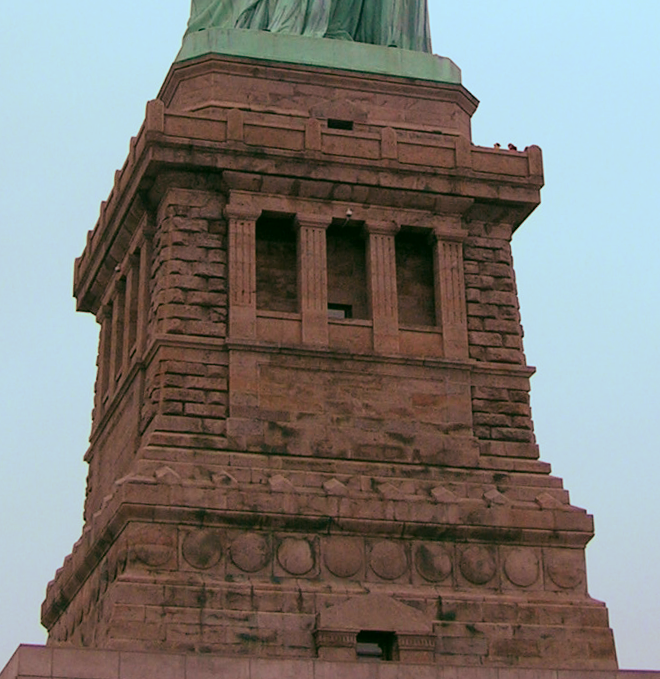
Piedestal sochy Svobody v New Yorku

Piedestal (z francouzského piédestal, italského piedistallo, „stojan“ či „podstavec“), pedesta či podstavek je podpora sochy, vázy, pomníku, kandelábru či sloupu v architektuře. Bývá tvořen kostkou, hranolem či válcem, může mít určité dekorace. Vyvýšený piedestal, který nese sochu, bývá nazýván akropodium. Slouží k zvýšení postavení sochy, zvýraznění její významnosti, aby mohla být lépe obdivována.